# Reconstrucción arquitectónica

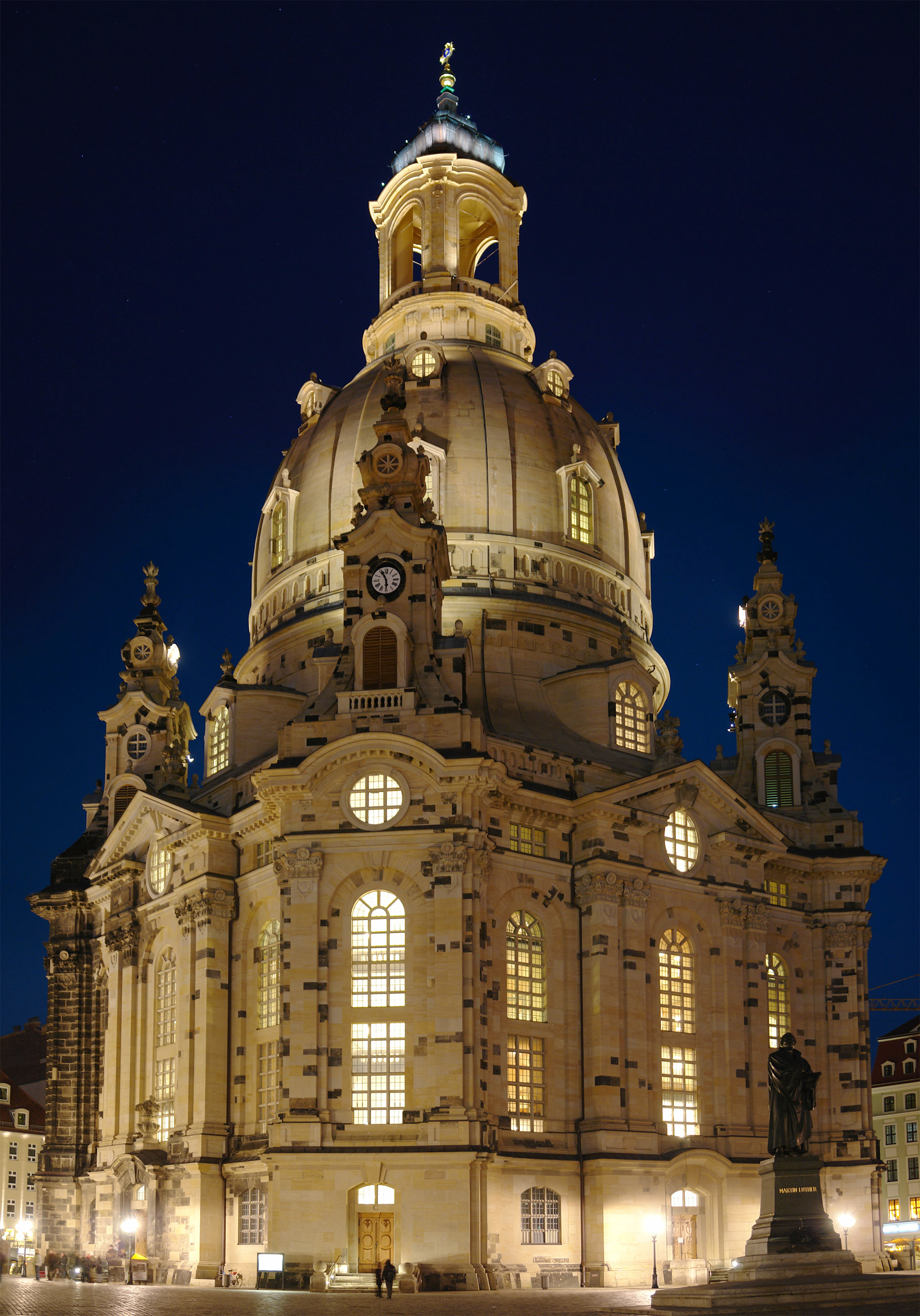
Frauenkirche (Iglesia de Nuestra Señora, abierta en 2005) en Dresde, Alemania, reconstruida después de su destrucción durante Segunda Guerra Mundial.

La reconstrucción en conservación arquitectónica es la restauración principalmente prototípica de monumentos arquitectónico y edificios históricos destruidos o dañados. La reconstrucción de edificios ha sido una práctica común durante siglos.
La carta de Burra, elaborada por el International Council on Monuments and Sites (ICOMOS) de Australia, define reconstrucción como el regreso de un edificio dañado a su estado previo mediante el uso de nuevos materiales. Está relacionado con los conceptos arquitectónicos de restauración (reparar la fábrica de un edificio existente) y preservación (prevenir el deterioro), siendo lo más habitual la reconstrucción de una réplica de un edificio destruido.

## Reconstrucción de edificios y estructuras
Existen diferentes razones para la reconstrucción de un edificio o para la creación de una réplica de un edificio.
A veces, la reconstrucción es el resultado  de la destrucción de monumentos destacados que suponen un trauma para una sociedad, debido a una guerra, a fallos de planeamiento, a la destrucción motivada políticamente o simplemente como resultado de un desastre natural. Un edificio reconstruido por causa de una guerra es el Alcázar de Toledo, en España, reconstruido en su mayor parte entre 1939 y 1957 después del asedio del Alcázar en la guerra civil española.
Existen ejemplos como la puerta Yongdingmen (antiguo acceso a la ciudad de Pekín, destruida para facilitar el tráfico de vehículos), el campanario de San Marcos, en Venecia, que colapsó en 1902, la Casa de los Cabezas Negras (Riga), la Puerta y Capilla Ibérica y la Catedral de Cristo Salvador de Moscú (destruida por orden de Iósif Stalin), la Frauenkirche y la Ópera Semper en Dresde (bombardeada al final de Segunda Guerra Mundial). 
Otro de los grandes ejemplos de reconstrucciones son el centro de ciudad histórico de Varsovia  después de que en 1945 la Ciudad Vieja y el Castillo Real fueran completamente destruidos a finales de la Segunda Guerra Mundial por los nazis tras el Alzamiento de Varsovia de 1944. También lo es la réplica del puente puente de Mostar en Bosnia Herzegovina. Ambos forman parte del Patrimonio Mundial de la UNESCO.
En otras ocasiones, las reconstrucciones se llevan a cabo en edificios en los que la importancia histórica y cultural no fue reconocida hasta tiempo después de su destrucción. Esto es común en América del Norte, especialmente con aquellos lugares de su historia nacional más temprana. Los ejemplos incluyen la reconstrucción de la Colonia Williamsburg, en Virginia, de  numerosas estructuras en el Parque Histórico Nacional de la Independencia, en Filadelfia, y el Parque Histórico Fort William, en Ontario, Canadá.

## Tipos de reconstrucción

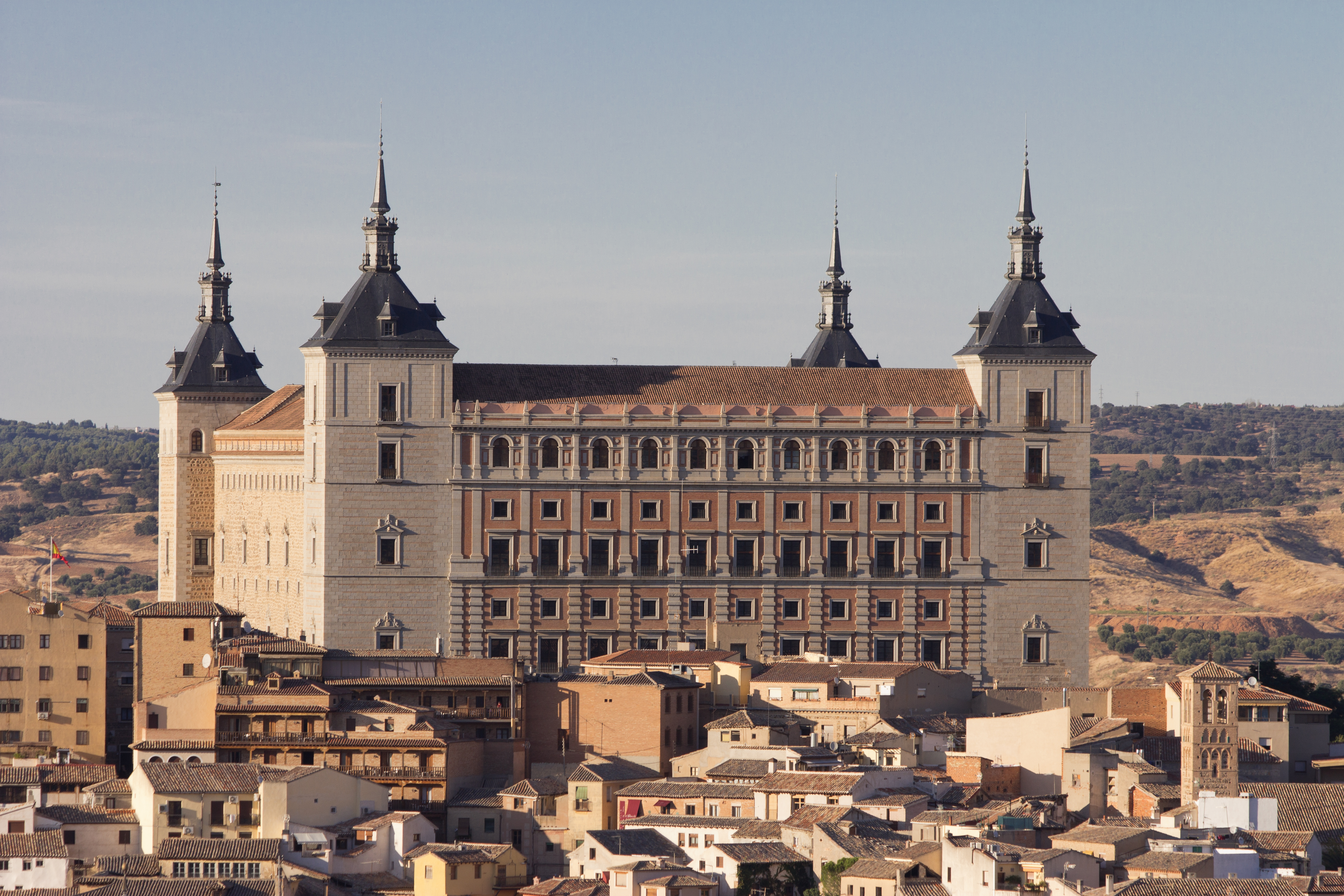
Alcazar de Toledo (España).

Hay aproximaciones diferentes a la reconstrucción, las cuales difieren en el grado de fidelidad al original y en la sensibilidad de su implementación. En arquitectura, Georg Mörsch describe la reconstrucción como un “método científico de extraer fuentes para reconstruir cosas que han quedado enterradas bajo el paso del tiempo”.
- Reconstrucción fidedigna con el original: es una reconstrucción llevada a cabo utilizando los mismos materiales y los mismos métodos tras un exhaustivo estudio. A menudo utilizando los componentes originales conservados. Este tipo de reconstrucción se puede encontrar sobre todo en edificios histórica y culturalmente significativos. Un ejemplo de este tipo es la conclusión de la Catedral de Colonia, completada finalmente a finales del siglo XIX, cuándo se descubrieron los planos de construcción originales y estos fueron implementados.
- Reconstrucción moldeada: cuando no se puede reconstruir con total fidelidad debido a la falta de información original. Los ejemplos típicos son, por ejemplo, cuando se conservan únicamente planos o imágenes de fachadas y el resto de la información necesaria se reinventa en base a otros edificios contemporáneos similares. Este tipo de reconstrucción creativa, combinado con muchísima imaginación, tuvo su auge especialmente con el historicismo (con neo-románico, neo-gótico, neo-renacimiento y neo-barroco). Muchos castillos neogóticos han sido creados en base a restos medievales, como Castillo de Hohenschwangau,  el Castillo de Eilean Donan, Escocia, el Castillo Hohenzollern y numeroso otros del primer tercio del siglo XX.
- Reconstrucción replicativa: la reconstrucción replicativa es una forma de reconstrucción que, por razones funcionalistas, sirve para imitar, conservar o reproducir un estilo historicista, pero con un uso diferente y que ya no tiene nada que ver con el edificio original. (Ejemplo: el barrio berlinés de Nikolaiviertel, reconstruido en la época de la RDA).
- Interpretativo: la reconstrucción crea un diseño nuevo basado en fuentes históricas. Se crean edificios o partes de edificios que se corresponden con el carácter y la impresión general del original, sin intentar una copia uno a uno. Un ejemplo es la plaza Römerberg de Fráncfort. Las fachadas y gables de las casas fueron rediseñados en parte, pero se recuperó la imagen general del mercado, respondiendo al deseo de reconstruir la imagen general de un lugar sin necesidad de que las réplicas sean auténticas.
- Reconstrucciones didácticas: como el desarrollo de lugares didácticos visitables en áreas arqueológicas, mediante reconstrucciones de estructuras antiguas destacadas, como murallas, puertas de ciudades, templos, villas o fuertes.
- Réplicas experimentales: foman parte de la arqueología experimental. Un ejemplo de este tipo es el Castiilo de Guédelon, en reconstrucción desde 1997, utilizando sólo las técnicas y materiales del siglo XIII para investigar el método de construcción y su duración.

### Retos
Independientemente del tipo de reconstrucción que se realice, existen algunos desafíos y preguntas recurrentes.
- Las estructuras originales a menudo solo están documentadas de forma incompleta, por lo que las partes faltantes deben repensarse. Los materiales de construcción o las técnicas de construcción que se utilizaron para construir el original apenas están disponibles, no están disponibles en absoluto o no son económicamente asequibles. Lo mismo ocurre con los artesanos que dominaban las técnicas y materiales históricos.
- El original no se corresponde con los requerimientos para el nuevo uso del edificio. El interior del edificio debe ser reestructurado y subdividido.  La réplica no cumple con los requisitos de seguridad actuales, por lo que hay que cambiar la estructura.
- El original o réplica con la misma estructura interior no cumple con las normas de seguridad actuales, como la de protección contra incendios o vías de escape, o no cumpliría con los requisitos de confort actuales (aire acondicionado, ingeniería eléctrica, instalaciones sanitarias), por lo que el diseño original se adapta en consecuencia.

### Pros y contras
Desde el final de la Segunda Guerra Mundial, la reconstrucción de edificios ha sido objeto de controversia, especialmente en las ciudades más castigadas por la guerra.
En el debate público sobre la reconstrucción, se asume principalmente que la arquitectura histórica o historicista es percibida por el ciudadano medio como más atractiva que la arquitectura contemporánea. La pérdida de la esencia histórica se ve como una devaluación estética, los vacíos de construcción histórica creados y mal cerrados se perciben como un defecto permanente en el paisaje urbano.

#### Reconstrucción historicista

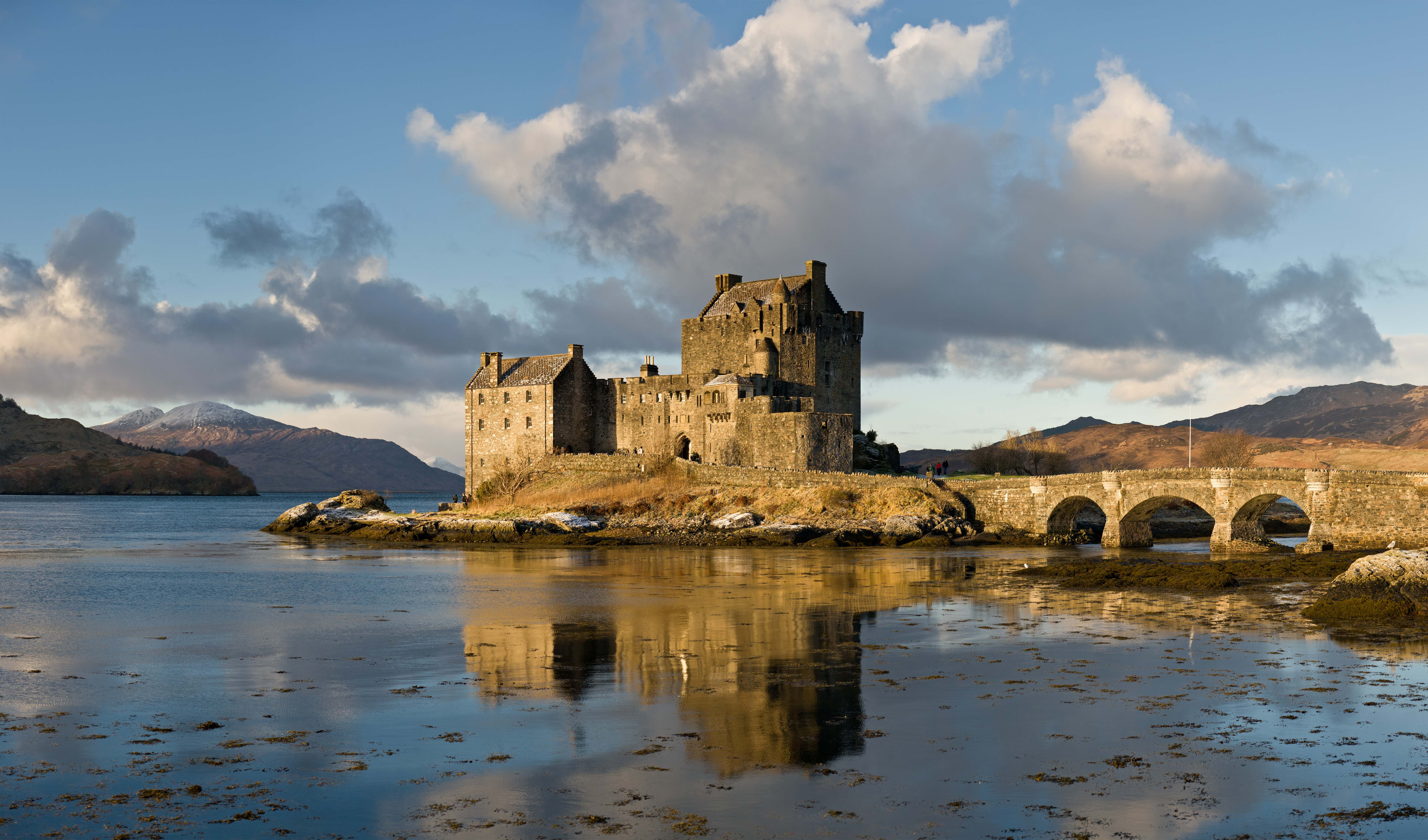
Castillo de Eilean Donan, Escocia, ejemplo de una reconstrucción moldeada.

La reconstrucción de edificios genera controversia entre arquitectos y conservacionistas por diferentes motivos. En general, la cuestión de la reconstrucción de lugares urbanos destacados en el contexto del paisaje urbano demuestra ser significativamente más propensa a conflictos que en el caso de edificios remotos o al aire libre, por ejemplo, con reconstrucciones experimentales o didácticas.
Muchas reconstrucciones son edificios nuevos en su interior con un diseño de fachada históricista, pero con tecnología de construcción moderna y con usos completamente nuevos. La estructura del edificio original a menudo apenas se conserva y los arquitectos en particular argumentan en contra de este enfoque, argumentando que simplemente se crea una impresión histórica para atraer a ciertos grupos de consumidores.
También hay ejemplos de reconstrucciones a las que les falta sustancia original, como la reconstrucción del casco antiguo de Varsovia, completamente destruido en la II Guerra Mundial y que está incluido en la lista del Patrimonio Mundial de la UNESCO. Los edificios reconstruidos generalmente no son percibidos como tales por quienes no están familiarizados con ellos, lo que hace que el paisaje urbano sea más atractivo a los ojos del espectador. Incluso en la conciencia de los residentes, el hecho de la reconstrucción de un edificio se olvida en su mayoría después de un tiempo, los edificios se perciben nuevamente como una parte orgánica de su entorno. El deseo de mantener la esencia original de los monumentos, como defienden los conservacionistas, no puede satisfacerse en muchos edificios antiguos (Paradoja de Teseo).
Los restos arquitectónicos recuperados tras el derribo o tras la destrucción de un edificio, también pueden servir como material para su reconstrucción. Al insertarlos en el edificio reconstruido se puede volver a experimentar su efecto original, aunque a menudo no es posible debido a un daño excesivo o al desgaste de mantenerse a la intemperie. Casos como la Ciudad Vieja de Varsovia o la Frauenkirche de Dresde, donde cada piedra que se conservó y recuperó de los escombros fue reinstalada en su ubicación original, son raras excepciones, debido al gran esfuerzo técnico y económico que conllevan.
Una cuestión crucial en la protección de monumentos hoy en día es la preservación de su esencia original. Esto no sólo se refiere al material levantado en el momento de la construcción, sino también a las distintas capas posteriores que son testimonio de su época. En la conservación de monumentos históricos, estas capas, junto con la esencia del período de construcción, se consideran histórico y artísticamente valiosas. La práctica tanto de la arquitectura como de la historia del arte llega hasta el punto de no considerar ninguna versión de un edificio como la original: ni la primera versión, ni la más espléndida o popular en ese momento, ni la última que se ha conservado. Si se tuviera que restablecer un edificio a su estado original no habría justificación para decidir cuál es este. 
Frente a esta especial concepción de la esencia, una reconstrucción nunca tiene la complejidad histórica y tampoco la historia del edificio de origen. Con la reconstrucción de un cierto estado histórico se pierde la autenticidad de un monumento. Un nuevo edificio modelado nunca se corresponde con su modelo debido al cambio de materiales y técnicas de construcción, incluso si es muy fiel al original. Como documento histórico, lo destruido se pierde siempre, y su reposición constituye un nuevo documento.

#### La Carta de Venecia
Con la Carta de Venecia de 1964, se creó una directriz central e internacionalmente reconocida para tratar de mantener siempre la estructura original del edificio. Esta carta es el texto de conservación de monumentos más importante del siglo XX y define valores y procedimientos básicos para la conservación y restauración de los monumentos.
Muchos ciudadanos ven la pérdida del patrimonio arquitectónico principalmente como una pérdida de calidad de vida; a algunos edificios se les asigna un significado ideal que va más allá de su pura sustancia. Ciertos edificios perdidos se perciben como la definición de la identidad de un lugar, los residentes identifican estos edificios como una parte indispensable de su ciudad. Por otro lado, los arquitectos y conservacionistas suelen objetar que un edificio reconstruido siempre tiene el aspecto de una nueva arquitectura de fondo y nunca alcanza el valor cultural del original. Quienes se oponen a la reconstrucción también suelen señalar que la reconstrucción podría contribuir a la transfiguración del pasado. En cualquier caso, los edificios destacados suelen tener un alto carácter simbólico. Su destrucción aumenta este contenido simbólico. Es difícil predecir cómo se transfiere esta identidad a una reconstrucción.
Los críticos de la reconstrucción de la profesión arquitectónica y profesiones afines asumen que el diseño urbano moderno y la arquitectura contemporánea son una expresión de identidad social que se desarrolla continuamente. Según esto, es importante para una sociedad mantener su arquitectura, que responde a sus condiciones y necesidades de vida y cuya expresión es, a través de nuevos proyectos de edificación, y no de recrear la arquitectura antigua. Este consenso sobre lo contemporáneo es cuestionado por los partidarios de la reconstrucción. 
Desde la crítica cultural e histórica se ve la reconstrucción como un fenómeno de los siglos XIX y XX que apenas tuvo modelos a seguir en la historia y que ahora está desfasado. Por lo tanto, la reconstrucción solo puede legitimarse históricamente hasta cierto punto. 

#### Paisaje urbano
Por otro lado, el término paisaje urbano, como unidad arquitectónica que se extiende más allá del edificio individual, solo entró en el campo  de la arquitectura en la modernidad. Los defensores de la reconstrucción, por otro lado, tienen poco miedo al contacto con las concepciones arquitectónicas armónicas del siglo XIX y también señalan la duradera popularidad de las cúpulas que fueron completadas entonces de acuerdo con los principios que no están permitidos hoy. 
Sin embargo, es precisamente el libre acceso al lenguaje formal de todas las épocas anteriores lo que se considera uno de los rasgos esenciales del historicismo visto en la posmodernidad. En otro sentido, la reconstrucción responde a la demanda de una respuesta a las necesidades de la época y en este sentido es expresión de la actividad constructora contemporánea. No se puede saber cómo las épocas históricas posteriores juzgarán la fase contemporánea de la arquitectura y sus peculiaridades.
Para los arquitectos, a veces es preferible crear algo nuevo en vez de construir réplicas. En este sentido, cada edificio nuevo es más exacto históricamente porque los edificios destruidos eran una expresión de su propio tiempo. Las soluciones constructivas de los arquitectos historicistas compiten con la construcción de nuevos proyectos.
Desde una perspectiva global, la discusión sobre los pros y los contras de la reconstrucción es un problema arraigado en las sensibilidades eurocéntricas. 
Sin embargo, otras culturas, tanto de la región angloamericana como de Asia, abordan el tema de manera diferente: la reconstrucción regular y completa de un templo budista es parte de la tradición centenaria de la arquitectura asiática, el concepto europeo de ser fiel al original desempeña en esta cultura hasta hoy un papel subordinado. 
Los santuarios Ise-jingū de Japón, de 2000 años de antigüedad, se reconstruyen ritualmente cada 20 años según exactamente los mismos planos hechos de madera. 
En China, por ejemplo, mientras que ciudades y centros históricos enteros se sacrifican en aras de importantes proyectos de planificación urbana y económica (Shanghai, presa de las Tres Gargantas), también se ponen en práctica proyectos de historización, como el proyecto del casco antiguo de Datong, una ciudad en el estilo Ming, o la reconstrucción de edificios sagrados destruidos durante la revolución cultural. 
También en los EE. UU. el concepto de monumento juega únicamente un papel subordinado y se relaciona mucho más con los monumentos históricos significativos en términos culturales e históricos más que desde un punto de vista de historia arquitectónica.